# 대학 축전 서곡
《대학 축전 서곡 작품번호 80》(독일어: Akademische Festouvertüre)은 요하네스 브람스가 1880년 여름에 작곡한 연주회용 서곡이다. 

## 배경
브람스는 사람들이 야단스레 축하의 취주를 하는 것이 싫었기 때문에 브레슬라우(현재 폴란드의 브로추아프) 대학에 감사의 표시로 자신이 손으로 쓴 음표 하나를 보내주는데 만족하였다. 그러나 브람스를 학위자로 지명했던 지휘자 베르나르트 숄츠는 그를 설득하여 학위 증서에 감사의 표시로 더 큰 반응을 해 주도록 정하였다. 대학에서는 브람스에서 음악 외에 다른 것은 기대하지 않았다. 그는 편지로 "우리에게 훌륭한 교향곡 한 곡을 작곡해주십시오! 훌륭한 관현악이지만 너무 복잡하지 않게끔!"라고 썼다.

## 악기 편성
브람스의 관현악곡, 협주곡, 관현악 반주를 수반하는 합창곡을 통틀어 가장 악기 편성이 가장 크다.
- 목관악기: 피콜로, 플루트2, 오보에2, 클라리넷(내림 나와 다)2, 바순2, 콘트라바순
- 금관악기: 호른(다와 마)4, 트럼펫(다)3, 트롬본3, 튜바
- 타악기: 팀파니, 큰북, 심벌즈, 트라이앵글
- 현악 5부

## 구조
끊기지 않는 네 부분으로 이루어져 있다.
- 알레그로 (Allegro): 다단조
- 마에스토소 (Maestoso): 다장조
- 아니마토 (Animato): 사장조
- 마에스토소 (Maestoso): 다장조

## 초연
1881년 1월 4일 브람스 본인이 브레슬라우 대학의 특별 연주회에서 직접 초연을 지휘하였다.